# Les Tonils
Les Tonils ist eine französische Gemeinde im Département Drôme in der Region Auvergne-Rhône-Alpes. 

## Geografie
Das Gemeindegebiet von Les Tonils umfasst ein kleines Seitental im französischen Alpenvorland. Die Ortschaft selber besteht nur aus wenigen Gebäuden und liegt im südlichen Teil des Gemeindegebietes. Les Tonils liegt 5 km östlich von Bourdeaux und rund 36 km östlich von Montélimar (Angaben in Luftlinie).

## Bevölkerung
Mit 22 Einwohnern (Stand 1. Januar 2022) ist Les Tonils eine der kleinsten Gemeinden des Départements Drôme.
| Jahr                       | 1962 | 1968 | 1975 | 1982 | 1990 | 1999 | 2007 | 2016 |
| Einwohner                  | 10   | 10   | 14   | 20   | 20   | 20   | 18   | 21   |
| Quellen: Cassini und INSEE |      |      |      |      |      |      |      |      |